# Nicolau Vásári
Nicolau Vásári, en hongarès Miklós Vásári, (?, Vásári - † 12 de maig o 19 d'agost de 1358) fou arquebisbe d'Esztergom del 1350 al 1358.

## Biografia
La seva mare era la germana gran de l'arquebisbe Csanád Telegdi d'Esztergom. El 1331 el jove Nicolau fou enviat pel seu oncle a Roma per demanar en nom seu la investidura com a arquebisbe d'Esztergom, i també acompanyà la reina Isabel Łokietek en la seva peregrinació a Itàlia.
El 1339 Nicolau fou nomenat canonge d'Eger, i també com gran prepòsit d'Esztergom. El 16 de febrer del 1344 demanà al papa que li atorgués a ell i a tota la seva família el perdó absolut, i que l'abadia de Sant Martí de Vásári rebés també el permís de perdó absolut. Des del 1344 fins al 350 estigué al cap de l'arxidiòcesi de Nitra, des d'on fou transferit a Zagreb. Segons Kollányi, a començaments del 1349 fou elegit bisbe de Zagreb, però aquell mateix any fou transferit a l'arquebisbat de Kalocsa, però l'11 de gener del 1350 ja apareix nomenat com a arquebisbe d'Esztergom.